# ملعب الشرارة
ملعب الشرارة هو ملعب متعدد الاستخدامات لكن يستخدم غالبا في مباريات كرة القدم لنادي الشرارة الليبي يقع في سبها في ليبيا ويتسع ل5000 متفرج.